# ريتا جو
ريتا جو هي مؤلفة وكاتِبة وشاعرة كندية، ولدت في 15 مارس 1932 في Whycocomagh, Nova Scotia ‏ في كندا، وتوفيت في 20 مارس 2007 في سيدني ‏ في كندا بسبب مرض باركنسون.

## وصلات خارجية
- ريتا جو على موقع ميوزك برينز (الإنجليزية)